# Кромейн
Кромейн (англ. Cromane; ирл. An Cromán) — деревня в Ирландии, находится в графстве Керри (провинция Манстер).

## Демография
Население — 139 человек (по переписи 2006 года). В 2002 году население составляло 125 человек.
Данные переписи 2006 года:
| Общие демографические показатели |               |                               |                               |      |      |
| Всё население                    | Всё население | Изменения населения 2002—2006 | Изменения населения 2002—2006 | 2006 | 2006 |
| 2002                             | 2006          | чел.                          | %                             | муж. | жен. |
| 125                              | 139           | 14                            | 11,2                          | 67   | 72   |